# Fuente de la Cosecha (Oporto)
La Fuente de la Cosecha (Chafariz da colher en portugués) es una de las fuentes más antiguas del Centro histórico de Oporto en Portugal.
Construida en granito, en el año 1491, la fuente se llama así porque su construcción fue financiada con parte de un impuesto, llamado colher (cosecha), que se aplicaba a los alimentos que entranban en la ciudad. 
Su agua era considerada como una de las mejores de la ciudad en esa época.
Fue restaurada en 1629, dándole la forma que tiene actualmente, en las mejoras realizadas en la ciudad por el rey Felipe II.
En la actualidad, la fuente conserva sus características originales manieristas. La base donde se almacena el agua, tiene forma rectangular encajonada entre las dos paredes de los edificios de los que forma parte, tiene un solo caño horizontal con una piedra desgastada por el tiempo y la erosión del agua donde se apoyaban los jarrones para su llenado. La estructura está delimitada por dos pilastras estriadas. Por arriba, la composición está rodeada por una pequeña marquesina, que se apoya en dos ménsulas. En 1940 fue restaurada por la ciudad de Oporto.